# Egretta ardesiaca

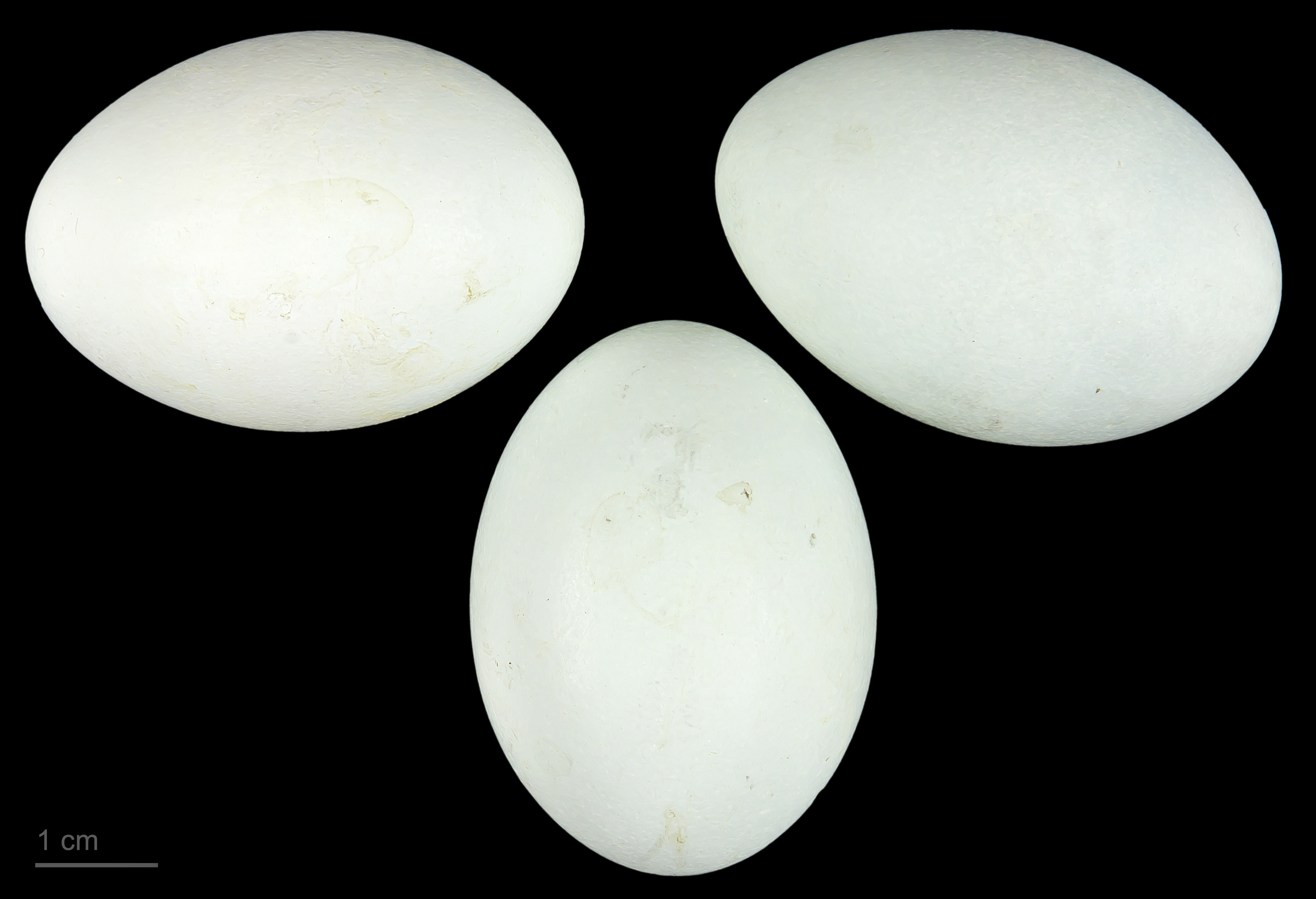
Egretta ardesiaca - MHNT

La garceta negra o garceta azabache (Egretta ardesiaca) es una especie de ave pelecaniforme de la familia Ardeidae.

## Descripción
El plumaje de esta garceta es enteramente negro, con reflejos grises azulados. Mide entre 48 y 56 centímetros.

## Hábitat y distribución
Se le puede observar en aguas saladas y dulces de poca profundidad, así como en campos de arroz y zonas inundadas.
Su distribución es fragmentaria. Se encuentra en África al sur del Sáhara, incluida Madagascar, excepto en la cuenca del Congo y en el desierto del Kalahari.

## Reproducción
Anida en colonias y pone de dos a cuatro huevos de color azul oscuro.

## Alimentación

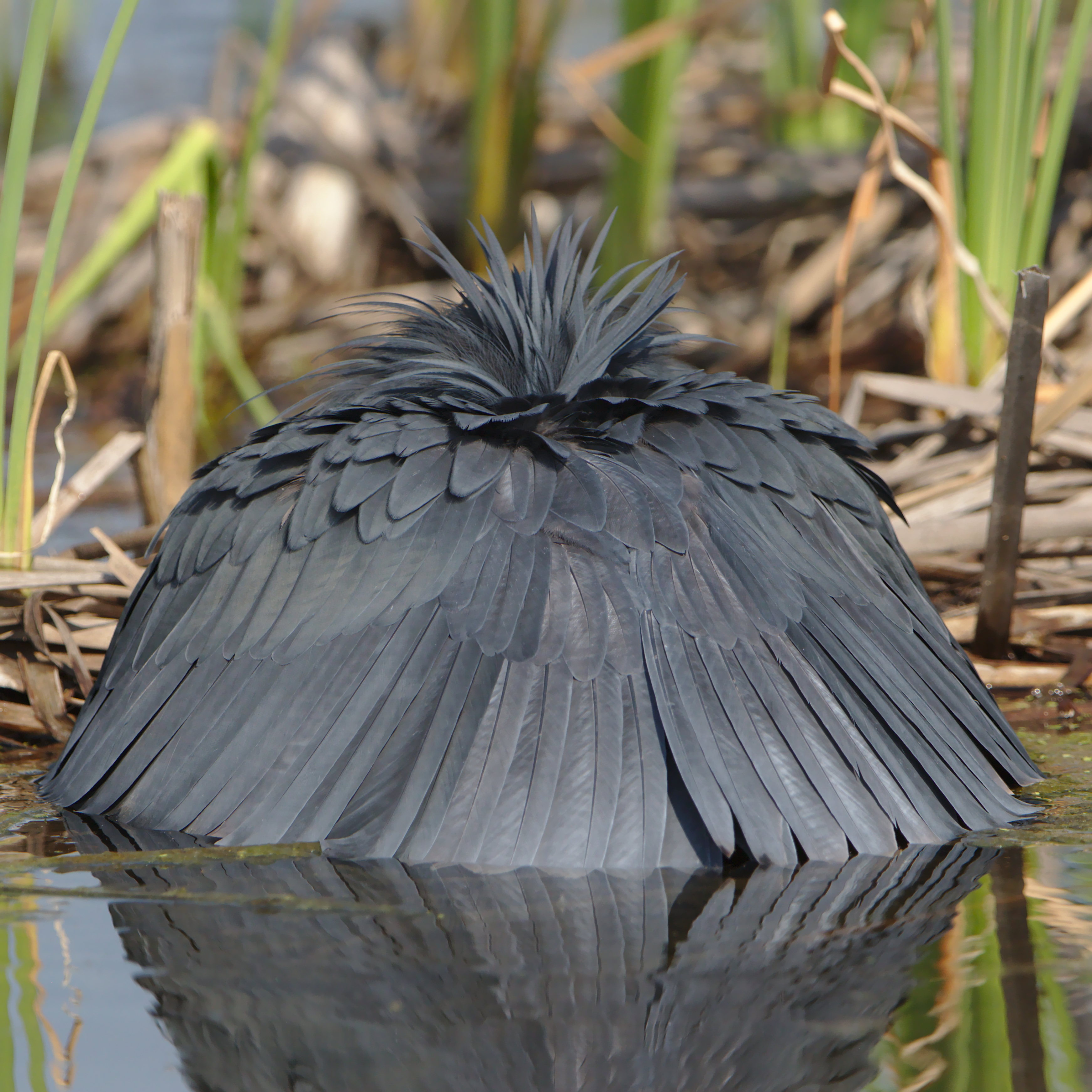
Garceta negra pescando

Se alimenta de peces, crustáceos y pequeños animales acuáticos. Posee una técnica especial de pesca, común a otros miembros de la familia Ardeidae: captura de improviso a sus presas, a las que sorprende con la sombra producida por sus alas que utiliza a modo de sombrilla.